# Браймо, Сулейман
Сулейман Браймо (англ. Suleiman Okhaifoede Braimoh Jr.; род. 19 октября 1989, Бенин-Сити, Нигерия) — нигерийский профессиональный баскетболист, играющий на позиции тяжёлого форварда.

## Карьера
Браймо начал карьеру в колледже Райса, после чего выступал в американской D-Лиге в составе «Рио-Гранде Вэллей Вайперс».
Сезон 2015/2016 Браймо провёл за «Гиссен Фотисиксерс», где выходил на паркет в 32 играх со средней статистикой в 12 очков, 4 подбора и 1 передачей.
В сентябре 2016 года перешёл в «Енисей». В составе красноярского клуба в Единой лиге ВТБ Браймо провёл 24 матча, в которых в среднем набирал 13,3 очка, делал 5,4 подбора, 1,7 передачи и зарабатывал 14,1 балла за эффективность действий. По итогам сезона Сулейман был признан «Лучшим «шестым» игроком» Единой лиги ВТБ.
В мае 2017 года стал игроком «Нантер 92» до окончания сезона 2016/2017.
В июне 2017 года Браймо дал согласие на продолжение карьеры в «Енисее», автоматически продлив контракт, заключенный по схеме «1+1», до окончания сезона 2017/2018.
Сезон 2022/2023 Браймо начинал в «Тофаше». В чемпионате Турции Сулейман набирал в среднем 8,6 очка, 6,3 подбора, 1,7 передачи и 1,5 перехвата. В Лиге чемпионов ФИБА его статистика составила 8,4 очка и 5,3 подбора.
В январе 2023 года Браймо перешёл в «Маккаби» (Тель-Авив).

## Достижения
- Обладатель Кубка эмира Катара: 2012/2013